# Idrocolonterapia
L'idrocolonterapia o lavaggio colico è lo svuotamento del colon, attraverso una macchina che attraversa la via rettale. Si differenzia dal clistere in quanto la soluzione introdotta è superiore.  Si tratta di una pratica molto complessa, effettuata solitamente in centri specializzati. Questa pratica è priva di fondamento scientifico e può comportare rischi e conseguenze per la salute.